# Hans Geiger (Fußballspieler, 1905)
Hans Geiger (* 24. Dezember 1905 in Nürnberg; † 25. August 1991 in Mainz) war ein deutscher Fußballspieler.

## Spielerkarriere

### Vereine
Aus der Jugendabteilung des 1. FC Nürnberg hervorgegangen, rückte er als Mittelläufer zur Saison 1924/25 in die erste Mannschaft auf, für die er in den vom Süddeutschen Fußball-Verband ausgetragenen Meisterschaften in der Bezirksliga Bayern, ab der Saison 1927/28 in der Gruppe Nordbayern Punktspiele bestritt. Seine Qualität war umstritten. Während einige Nürnberger in ihm bereits einen Nachfolger für Hans Kalb sahen, bemängelten andere seine fehlenden Qualitäten im Spielaufbau. Allgemeine Anerkennung fanden jedoch seine Defensivqualitäten. Mit den Nürnbergern gewann er drei regionale Titel und 1929 die Süddeutsche Meisterschaft. Daraufhin war er mit seiner Mannschaft als Teilnehmer an der Endrunde um die Deutsche Meisterschaft 1929 qualifiziert und bestritt vier Spiele einschließlich des am 21. Juli 1929 mit 2:3 verlorenen Wiederholungsspiels gegen Hertha BSC. Er gehörte jedoch nicht zu den Meisterspielern des Clubs im Jahr 1927. Nach 88 Punktspielen für den 1. FC Nürnberg spielte er eine Saison lang für den Allgemeinen Sportverein Nürnberg, bevor er drei von vier Spielzeiten für den Berliner Tennis-Club Borussia und den BFC Viktoria 1889 in den vom Verband Brandenburgischer Ballspielvereine organisierten Meisterschaften absolvierte. In seiner letzten Saison für den Berliner Tennis-Club Borussia gewann er die Berliner Meisterschaft. Seine letzte Saison bestritt er in der Gauliga Berlin-Brandenburg, in einer von zunächst 16, später auf 23 aufgestockten Gauligen zur Zeit des Nationalsozialismus als einheitlich höchste Spielklasse im Deutschen Reich; diese schloss er als Gaumeister ab. Des Weiteren bestritt er für den BFC Viktoria 1889 acht Endrundenspiele um die Deutsche Meisterschaft. Zur Wehrmacht eingezogen kam er in der Saison 1941/42 als Kriegsgastspieler gelegentlich für den ASC Daco-Getica București zum Einsatz.

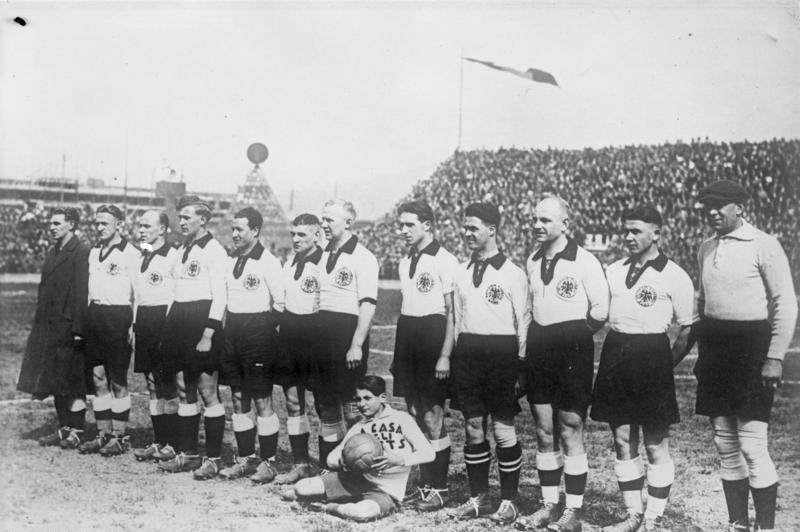
Geiger (4.v.l.)
und Mitspieler vor der Begegnung mit Italien

### Nationalmannschaft
Geiger bestritt sechs Länderspiele für die A-Nationalmannschaft, in die er – nachdem er sich beim 1. FC Nürnberg etabliert hatte – im Herbst 1926 erstmals berufen wurde. Er debütierte im Testspiel gegen die Nationalmannschaft der Niederlande, das am 31. Oktober 1926 in Amsterdam mit 3:2 gewonnen wurde. Dabei wurde er in der 70. Minute für Otto Martwig (Tennis Borussia Berlin) eingewechselt. Im selben Jahr kam er auch noch im Testspiel gegen die Schweizer Nationalmannschaft in München am 12. Dezember 1926 zum Einsatz. Nach der dortigen 2:3-Niederlage musste er bis zum 10. Februar 1929 warten, ehe er erneut zu einem Länderspieleinsatz kam. Infolge des 7:1-Siegs gegen die Nationalmannschaft der Schweiz wurde er 1929 noch drei weitere Male eingesetzt, die letzten beiden als Spieler des Allgemeinen Sportverein Nürnberg. Unter anderem gehörte er der legendären Mannschaft an, die am 28. April in Turin die Nationalmannschaft Italiens erstmals – mit 2:1 – bezwingen konnte.

### Erfolge
- Gaumeister Berlin-Brandenburg 1934
- Berliner Meister 1932
- Deutscher Meister 1927
- Süddeutscher Meister 1929
- Nordbayerischer Meister 1929
- Bayerischer Meister 1925, 1927

## Trainerkarriere
Von Oktober 1950 bis Saisonende 1951/52 trainierte er den 1. FSV Mainz 05 und erreichte in der Oberliga Südwest, in einer von fünf höchsten Spielklassen, unter 14 Mannschaften den zwölften, unter 16 Mannschaften den zehnten Platz.